# Friedrich Pollock
Friedrich Pollock (Friburg de Brisgòvia, 22 de maig de 1894 - Montagnola, Ticino, Suïssa, 16 de desembre de 1970) va ser un sociòleg, economista i filòsof alemany adscrit a l'Escola de Frankfurt i cofundador de l'Institut de Recerca Social.

## Biografia
Pollock des de la dècada de 1930 va desenvolupar la seva tesi sobre el Capitalisme d'Estat. Va advertir que la intervenció estatal de fet i les mesures econòmiques de control de l'Estat contradeien el principi econòmic del laissez-faire del liberalisme econòmic i oferien un camí clar, enfront del liberalisme en economia, cap a un mercat regulat. La crisi liberal del 1929 i la posterior Gran depressió estaven donant pas a una economia mixta (que més tard es denominarà Estat social o Estat social de dret).
La tesi de Pollock servia tant per als sistemes liberals clarament intervinguts per l'Estat com per l'experiment soviètic que era considerat com una prova d'aquesta tendència general de l'Estat a intervenir en l'economia. La seva tesi englobava el sorgiment en ambdues societats, capitalistes i socialistes, de la intervenció de l'Estat. Pollock feia una clara distinció entre l'autoritarisme (feixista o socialisme d'estat) i una variant liberal, el New Deal o Nou tracte) del capitalisme d'Estat però tots dos tenien en comú la substitució de la primacia de l'economia per la primacia de la política.
L'anàlisi econòmica de Pollock va fer una contribució significativa en el procés de construcció de la teoria filosòfica dels dos principals representants de la "Escola de Frankfurt" i li va donar un impuls important a la formulació de l'obra cimera Dialèctica de la Il·lustració de Max Horkheimer i Theodor Adorno.

## Obres fonamentals
- Zur Geldtheorie von Karl Marx. Inauguraldissertation. Wirtschafts- und Sozialwissenschaftliche Fakultät der Universität Frankfurt am Main [Masch.] 1923, [Nachdruck: Frankfurt del Main 1971]
- Werner Sombart|Sombarts „Widerlegung“ des Marxismus. Leipzig 1926 (=Carl Grünberg, Hrsg., Archiv für die Geschichte des Sozialismus und der Arbeiterbewegung, Beihefte, 3)
- Die planwirtschaft lichen Versuche in der Sowjetunion 1917-1927. Habilitation 1928, [Leipzig 1929] (=Schriften des Instituts für Sozialforschung an der Universität Frankfurt am Main, Band 2). Nachdruck: Verlag Neue Kritik, Frankfurt del Main 1971.
- Die gegenwärtige Lage des Kapitalismus und die Aussichten einer planwirtschaftlichen Neuordnung. In:Zeitschrift für Sozialforschung 1, 1932.
- Bemerkungen zur Wirtschaftskrise. Zeitschrift für Sozialforschung 2, 1933.
- Staatskapitalismus. In: Helmut Dubiel/Söller, Alfons (Hgg.): Wirtschaft, Recht und Staat im Nationalsozialismus. Analysen des Instituts für Sozialforschung 1939-1942, Frankfurt del Main 1981.
- Ist der Nationalsozialismus eine neue Ordnung? In: Dubiel, Helmut/Söller, Alfons (Hgg.): Wirtschaft, Recht und Staat im Nationalsozialismus. Analysen des Instituts für Sozialforschung 1939-1942, Frankfurt del Main 1981.
- (Bearbeiter) Gruppenexperiment. Ein Studienbericht. Fráncfort del Meno 1955
- Automation. Materialien zur Beurteilung der ökonomischen und sozialen Folgen. Fráncfort del Meno 1956 (Frankfurter Beiträge zur Soziologie, Bd. 5). Vollständig überarbeitete Neuausgabe, Europäische Verlagsanstalt, Frankfurt del Main, 1964, 1966.
- Stadien des Kapitalismus. Hrsg. u. eingel. von Helmut Dubiel. Beck, Múnic 1975
- Gerhard Rein, Hrsg., Dienstagsgespräche mit Zeitgenossen, Stuttgart, 1977